# Cornwall-on-Hudson
Cornwall-on-Hudson è un villaggio degli Stati Uniti d'America, situato nello stato di New York, nella contea di Orange.